# Fastberingter Ritterling
Der Fastberingte Ritterling (Tricholoma batschii Gulden ex Mort. Chr. & Noordeloos, syn.: Tricholoma fracticum (Britzelm.) Kreisel ss. auct., Tricholoma subannulatum (Batsch) Bres. non Tr. subannulatum (Peck) Zeller) ist ein Blätterpilz aus der Familie der Ritterlingsverwandten (Tricholomataceae). Der ziemlich große Ritterling hat einen rot- bis kastanienbraunen Hut, der feucht schmierig und trocken seidig glänzend ist. Der kräftige Stiel ist oben weiß und darunter, durch eine ringartige Zone abgesetzt, braun. Sein Fleisch schmeckt bitter. Die Fruchtkörper des ungenießbaren oder schwach giftigen Mykorrhizapilzes erscheinen von September bis November überwiegend in Berg-Nadelwäldern. Er ist in erster Linie mit Kiefern vergesellschaftet. Der Ritterling ist über fast ganz Europa verbreitet, aber nirgends wirklich häufig.

## Merkmale

### Makroskopische Merkmale
Der kompakte und festfleischige Hut ist 7–12 (–15) cm breit. In der Jugend ist er halbkugelig, dann gewölbt und später abgeflacht. Der  Rand ist glatt und bleibt lange mehr oder weniger eingerollt. Bei alten Fruchtkörpern ist er oft wellig verbogen. Die dunkel rot- bis kastanienbraune und eingewachsen faserige, aber niemals schuppige Hutoberfläche wird bei feuchter Witterung sehr schmierig. Der trockene Hut hat einen seidigen Glanz.
Die ziemlich gedrängt stehenden und untermischten Lamellen sind weißlich bis cremefarben und mehr oder weniger ausgebuchtet am Stiel angewachsen. Im Alter werden sie oft blass fleischbräunlich und sind mehr oder weniger bräunlich gefleckt. Das Sporenpulver ist weiß.
Der zylindrische, gelegentlich auch leicht wurzelnde Stiel ist 6–12 cm lang und bis zu 2,5 cm breit. Bis zu dem mehr oder weniger häutigen Ring ist er seidig-weiß, darunter braun. Er ist längsfaserig, voll, fest und trocken. Das weißliche und im Alter blass fleischbräunlich fleckende Fleisch ist fest. Es riecht schwach mehlartig und schmeckt sehr bitter.

### Mikroskopische Merkmale
Die fast rundlichen, glatten und inamyloiden Sporen messen 4–6 × 3,5–4 µm.

## Artabgrenzung
Der Fastberingte Ritterling gehört zur Untersektion Subannulata („die Fastberingten“), einer Gruppe von braunen Ritterlingen, die oft nur schwer voneinander zu unterscheiden sind. Dazu gehört der Weißbraune Ritterling (Tricholoma striatum), der ebenfalls im Nadelwald wächst. Er ist schlanker, sein Hutrand ist gerieft und sein Fleisch schmeckt nicht ganz so bitter. Auch der Riesen-Ritterling (Tricholoma colossus) ist ein braunhütiger Kiefernbegleiter, der eine Ringzone hat. Er ist meist viel größer und sehr selten. In Deutschland kommt er nur an wenigen Standorten vor. Die meisten anderen Ritterlinge mit Ringzone und mehr oder weniger braunen, glatten Hüten wachsen bei Laubbäumen. Zu ihnen gehört der ebenfalls sehr ähnliche Bittere Eichen-Ritterling (Tricholoma ustaloides). Auch der seltene Kupferrote Halsband-Ritterling (Tricholoma robustum), der zur Untersektion Caligata gehört, hat Ähnlichkeit mit dem beschriebenen Pilz. Er wächst ebenfalls bei Kiefern und liebt Kalkböden. Er schmeckt nahezu mild und hat zumindest anfangs einen fetzig-flockigen Ring.

## Ökologie und Verbreitung

Europäische Länder mit Fundnachweisen des Fastberingten Ritterlings.
Legende:
Länder mit Fundmeldungen
Länder ohne Nachweise
keine Daten
außereuropäische Länder

Der Fastberingte Ritterling wurde in vielen Ländern Europas nachgewiesen, allerdings ist er nirgends häufig. Im Norden reicht sein Verbreitungsgebiet bis nach Südskandinavien und Südfinnland (Åland und Varsinais-Suomi). Jenseits des 61. Breitengrades kommt er nur sehr selten vor. Im nordosteuropäischen Estland ist der Pilz recht selten und kommt überwiegend auf den westestnischen Inseln Saaremaa, Hiiumaa, Vormsi und Muhu vor.  In Südeuropa ist er von der Iberischen Halbinsel, über Italien bis zur Balkanhalbinsel verbreitet. In Westeuropa ist der Pilz sehr selten. Er fehlt nahe zu in ganz Großbritannien und Irland, nur aus England gibt es ein paar vereinzelte Nachweise. Auch aus den Niederlanden gibt es zumindest keine aktuellen Funde. In Deutschland findet man den Ritterling am ehesten in den süddeutschen Kalkgebirgen.
Der Fastberingte Ritterling ist ein Mykorrhizapilz, der in erster Linie mit Kiefern vergesellschaftet ist. Er soll aber gelegentlich auch bei Fichten und bei Wacholder (Estland) wachsen. Man findet ihn in Kiefernwäldern oder Pflanzungen, in Heidewäldern oder im Wacholderbuschland, aber ebenso in Parkanlagen und Gärten. Er bevorzugt Kalkböden. Die Fruchtkörper erscheinen einzeln oder gesellig von September bis November. Oft wachsen sie in Reihen oder Ringen.

## Speisewert
Der Fastberingte Ritterling ist ungenießbar oder schwach giftig. Er kann Verdauungsstörungen und Erbrechen verursachen. Allerdings kommen aufgrund seines bitteren Geschmacks Vergiftungen so gut wie nie vor.